# 土佐西南大規模公園佐賀地区
土佐西南大規模公園佐賀地区 （とさせいなんだいきぼこうえんさがちく）は、高知県幡多郡黒潮町にある公園。

## 概要
- 県立土佐西南大規模公園・佐賀地区は、1972年（昭和47年）に都市計画決定を行い、2002年（平成14年）のよさこい高知国体では、デュアスロン（デモンストレーション）の会場として使用された。
- 東南海・南海地震の際の内閣府の活動拠点として指定されている。

## 施設

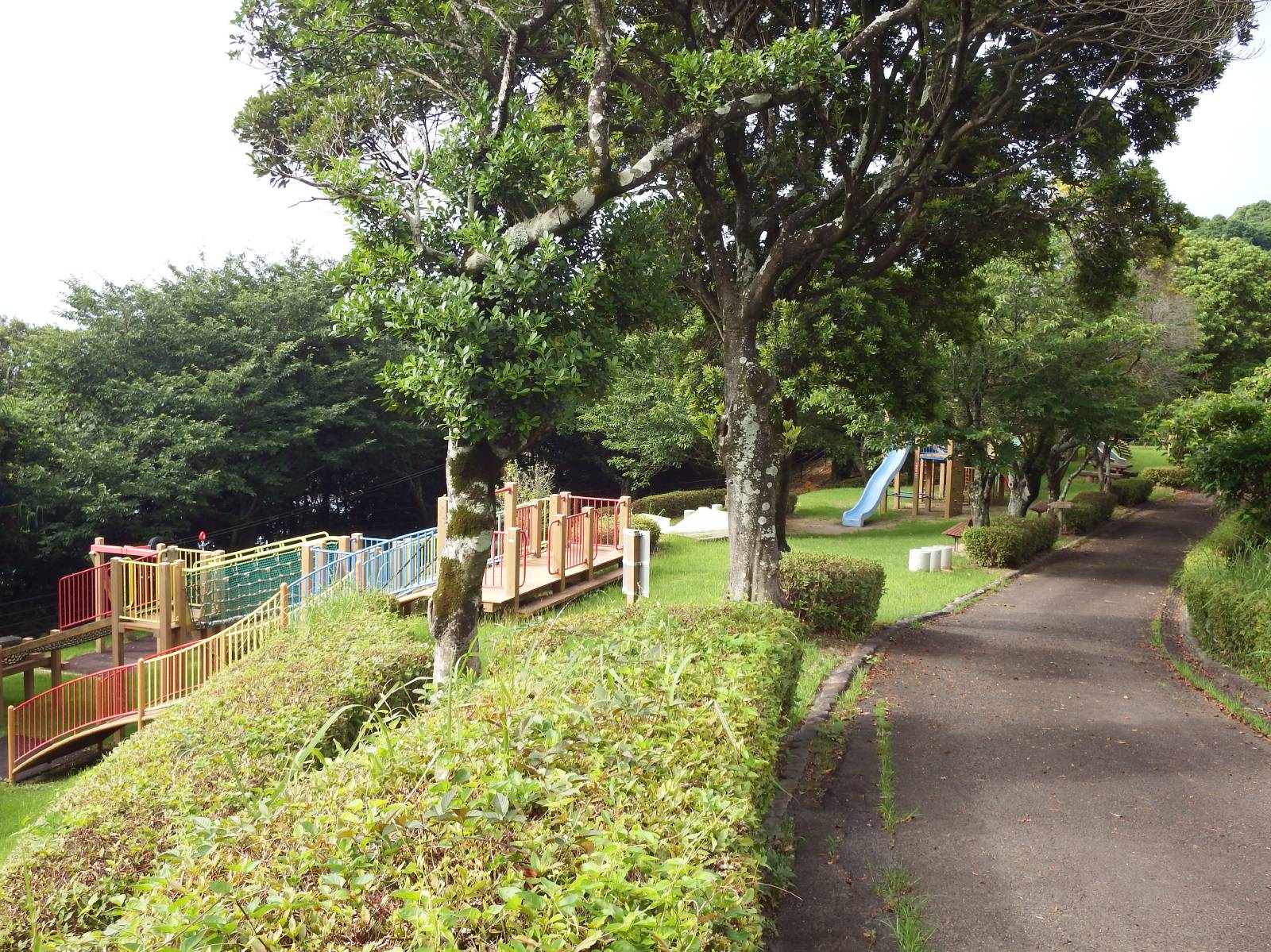
西公園

- 東公園：多目的広場は、サッカーや野球など、様々な球技に使用可能。スケートボード場もある。
- 西公園：伊与木川の西側で国道56号線の南に隣接していて、太平洋が一望できる展望台や遊具設備がある。

### 所在地等
- 高知県幡多郡黒潮町佐賀

### 利用料金
- 問い合わせ

## 交通
- 土佐くろしお鉄道中村線佐賀公園駅下車徒歩2分